# Underneath the Tree
„Underneath the Tree” − singel amerykańskiej piosenkarki Kelly Clarkson z jej szóstego albumu studyjnego Wrapped in Red (2013). Utwór został napisany przez Clarkson i Grega Kurstina, który zajął się także produkcją nagrania. Piosenka jest o tematyce bożonarodzeniowej i została wydana 5 listopada 2013 roku jako pierwszy singiel promujący świąteczną płytę Clarkson "Wrapped in Red".
Utwór "Underneath the Tree" został pozytywnie oceniony przez krytyków muzycznych, którzy zauważyli jego duży potencjał. Piosenka porównywana była do przeboju Mariah Carey z 1994 roku "All I Want for Christmas Is You". Trzy tygodnie po premierze "Underneath the Tree" znalazł się na szczycie listy Billboard Adult Contemporary oraz osiągnął pozycję w pierwszej dziesiątce na liście Billboard Holiday 100. Piosenka zajęła także wysokie pozycje na listach w Kanadzie, Holandii, Korei Południowej i Wielkiej Brytanii.

## Lista utworów
Digital download – Singel.
1. "Underneath the Tree" - 3:49

Digital download – Remixes EP
1. "Underneath the Tree" (Cutmore Christmas Sleigh Ride Radio Mix)- 3:56
2. "Underneath the Tree" (Morlando Radio Mix) - 3:47
3. "Underneath the Tree" (Cutmore Christmas Sleigh Ride Extended Mix) - 6:24
4. "Underneath the Tree" (Morlando Remix) -5:41

## Teledysk
Teledysk do utworu miał premierę 3 grudnia 2013 roku na kanale Vevo. Został nakręcony przez Hamisha Hamiltona. W klipie wykorzystano sceny ze świątecznego programu artystki Kelly Clarkson’s Cautionary Christmas Music Tale.

## Pozycje na listach

### Notowania tygodniowe
| Notowanie (2013/14)                           | Najwyższa pozycja |
| --------------------------------------------- | ----------------- |
| Austria (Ö3 Austria Top 40                    | 68                |
| Belgia (Ultratop Flanders)                    | 28                |
| Belgia (Ultratop Airplay Flanders)            | 17                |
| Holandia (Dutch Top 40)                       | 25                |
| Holandia (Single Top 100)                     | 69                |
| Holandia (Mega Top 50)                        | 34                |
| Japonia (Japan Hot 100)                       | 84                |
| Korea Południowa (GAON International Singles) | 2                 |
| Kanada (Canadian Hot 100)                     | 28                |
| Kanada (Canadian AC)                          | 28                |
| Kanada (Canadian Hot AC)                      | 41                |
| USA (Billboard Adult Contemporary)            | 1                 |
| USA (Billboard Hot 100)                       | 78                |
| USA Holiday 100                               | 8                 |
| Wielka Brytania (Official Charts Company)     | 30                |

### Notowania końcoworoczne
| Notowanie (2013)                              | Pozycja |
| --------------------------------------------- | ------- |
| Holandia (Dutch Top 40)                       | 212     |
| Korea Południowa (GAON International Singles) | 113     |